# 阿德利孔
阿德利孔（德語：Adlikon）是瑞士联邦苏黎世州安德尔芬根区的市镇。该市镇面积为6.71平方千米，海拔高度448米，2018年12月31日人口数为707。

## 外部連結
- 阿德利孔官方网站 （页面存档备份，存于） （德文）